# Scheldeprijs
L'Scheldeprijs (també anomenat Grote Scheldeprijs, Scheldeprijs Vlaanderen o en francès Gran Premi de l'Escaut) és una competició ciclista d'un sol dia que es disputa anualment per les carreteres de Flandes durant el mes d'abril. Des del 2005 forma part de l'UCI Europe Tour amb categoria 1.HC. Es tracta de la cursa ciclista més antiga que encara es disputa a Flandes.
La cursa, amb algun petit tram de pavé, discorre per les carreteres de la província d'Anvers. L'arribada es troba a Schoten. Des dels anys 1980 fins al 2009 es disputava a mitjans d'abril el dimecres següent a la París-Roubaix, però després de l'adquisició de la cursa el 2010 per part de Flanders Classics, aquesta es disputa actualment el dimecres entre el Tour de Flandes i la París-Roubaix.
La primera edició es disputà el 1907 i va ser guanyada pel francès Maurice Leturgie. Els ciclistes belgues són els que dominen el palmarès. Marcel Kittel, amb cinc edicions, és el ciclista que més vegades l'ha guanyat.
Des del 2021 també existeix la versió femenina de la cursa.

## Palmarès
| Any                                                            | Vencedor               | Segon                     | Tercer                  |
| -------------------------------------------------------------- | ---------------------- | ------------------------- | ----------------------- |
| 1907                                                           | Maurice Léturgie       | Eugène Platteau           | Francois Verstraeten    |
| 1908                                                           | Adrien Kranskens       | Guido De Vogelaere        | Jules Bayens            |
| 1909                                                           | Raymond Van Parijs     | Jules Wiot                | Georges Baets           |
| 1910                                                           | Florent Luyckx         | Jozef Bouw                | Louis Valckenaers       |
| 1911                                                           | Florent Luyckx         | Frans Tyck                | Jean Van Ingelghem      |
| 1912                                                           | Joseph Van Wetter      | Frans Tyck                | August Vermeylen        |
| 1913                                                           | Joseph Van Wetter      | August Vermeylen          | Louis Ysermans          |
| 1914                                                           | Octave Jacques         | Guillaume Perwez          | Edmond Dessy            |
| 1915-1918 edicions no disputades per la Primera Guerra Mundial |                        |                           |                         |
| 1919                                                           | Isidoor Mechant        | Karel Block               | Marcel Buysse           |
| 1920                                                           | Victor Lenaers         | Jean-Baptiste Mosselmans  | Jacques Bervoets        |
| 1921                                                           | René Vermandel         | Isidoor Mechant           | Jacques Van Ruysseveldt |
| 1922                                                           | Florent Vandenberghe   | Henri Moerenhout          | Alfons Van Hecke        |
| 1923                                                           | Émile Thollembeek      | Maurice De Waele          | Denis Verschueren       |
| 1924                                                           | René Vermandel         | Denis Verschueren         | Armand Van Bruaene      |
| 1925                                                           | Karel Van Hassel       | André Verbist             | Henri Hoevenaers        |
| 1926                                                           | Marcel Cloquet         | Van Kampenhout            | Marinus Valentijn       |
| 1926 (2)                                                       | Jef Dervaes            | Jan Mertens               | Louis Delannoy          |
| 1927                                                           | Georges Ronsse         | Armand Van Bruaene        | Rémi Van Impe           |
| 1928                                                           | Jef Dervaes            | André Verbist             | Jan Mertens             |
| 1929                                                           | Joseph Wauters         | André Verbist             | Alfred Hamerlinck       |
| 1930                                                           | Denis Verschueren      | Joseph Wauters            | August Reyns            |
| 1931                                                           | Godefried De Vocht     | Odiel Van Hevel           | Denis Verschueren       |
| 1932                                                           | Godefried De Vocht     | Denis Verschueren         | Auguste Verdijck        |
| 1933                                                           | Jan-Jozef Horemans     | Louis Hardiquest          | Louis Duerloo           |
| 1934                                                           | Léon Tommies           | Alfred Hamerlinck         | Jef Moerenhout          |
| 1935                                                           | Gérard Loncke          | Edward Vissers            | Gustaaf Deloor          |
| 1936                                                           | Marcel Van Schil       | Frans Van Hassel          | Camille Michielsen      |
| 1937                                                           | Sylvain Grysolle       | Michel D'Hooghe           | Joseph Huts             |
| 1938                                                           | Antoine Dignef         | Aloïs De Bruyne           | Achiel Buysse           |
| 1939                                                           | Achiel Buysse          | Auguste Toubeau           | Roger Vandendriessche   |
| 1940 edició no disputada                                       |                        |                           |                         |
| 1941                                                           | Stan Ockers            | Odiel Van Den Meersschaut | Emilie Faignaert        |
| 1942                                                           | Louis Busschops        | Lode Janssens             | Hector Bruneel          |
| 1943                                                           | Eloi Meulenberg        | Roger Van Melkebeke       | Robert Van Eenaeme      |
| 1944-1945 edicions no disputades per la Segona Guerra Mundial  |                        |                           |                         |
| 1946                                                           | Stan Ockers            | Ernest Sterckx            | Gustaaf Van Overloop    |
| 1947                                                           | René Mertens           | Albert Sercu              | Henri Bauwens           |
| 1948                                                           | Achiel Buysse          | Frans Knaepkens           | Theo Middelkamp         |
| 1949                                                           | Roger De Corte         | Valère Ollivier           | Ernest Sterckx          |
| 1950                                                           | André Pieters          | Lode Poels                | Ernest Sterckx          |
| 1951                                                           | Ernest Sterckx         | Valère Ollivier           | Georges Claes           |
| 1952                                                           | Roger De Corte         | Karel De Baere            | Ernest Sterckx          |
| 1953                                                           | Hans Dekkers           | Leo Buyst                 | Karel De Baere          |
| 1954                                                           | Roger Decock           | Willy Lauwers             | Ernest Sterckx          |
| 1955                                                           | Albéric Schotte        | Marcel Janssens           | Jozef De Feyter         |
| 1956                                                           | Rik Van Looy           | Marcel Janssens           | Kaj Allan Olsen         |
| 1957                                                           | Rik Van Looy           | Rik Luyten                | Jan Van Gompel          |
| 1958                                                           | Raymond Vrancken       | Frans Van Looveren        | Jos Van Bael            |
| 1959                                                           | Willy Butzen           | Lucien Demunster          | Jos Van Bael            |
| 1960                                                           | Piet Oellibrandt       | Marcel Buys               | Michel Stolker          |
| 1961                                                           | Raymond Vrancken       | Marcel Janssens           | Piet van Hees           |
| 1962                                                           | Piet Oellibrandt       | Guillaume Van Tongerloo   | Victor Van Schil        |
| 1963                                                           | Piet Oellibrandt       | Guillaume Van Tongerloo   | Hugo Hellemans          |
| 1964                                                           | Jos Hoevenaers         | Jos Huysmans              | Frans Aerenhouts        |
| 1965                                                           | Willy Vannitsen        | Louis Proost              | Jos Huysmans            |
| 1966                                                           | Jozef Spruyt           | Henri Pauwels             | Louis Proost            |
| 1967                                                           | Paul In 't Ven         | Henk Nijdam               | Joseph Mathy            |
| 1968                                                           | Edward Sels            | Harry Steevens            | Gerard Vianen           |
| 1969                                                           | Walter Godefroot       | Roger De Vlaeminck        | Marinus Wagtmans        |
| 1970                                                           | Roger De Vlaeminck     | Raphaël Hooyberghs        | Alfons Scheys           |
| 1971                                                           | Gustaaf Van Roosbroeck | Frans Mintjens            | Johan De Muynck         |
| 1972                                                           | Eddy Merckx            | Herman Van Springel       | Willy Planckaert        |
| 1973                                                           | Freddy Maertens        | Louis Verreydt            | Marc Demeyer            |
| 1974                                                           | Marc Demeyer           | Julien Stevens            | Englebert Opdebeeck     |
| 1975                                                           | Ronald De Witte        | Dietrich Thurau           | Freddy Maertens         |
| 1976                                                           | Frans Verbeeck         | Roger De Vlaeminck        | Frans Van Looy          |
| 1977                                                           | Marc Demeyer           | Ludo Peeters              | Ronan De Meyer          |
| 1978                                                           | Dietrich Thurau        | Martin Havik              | Aad van den Hoek        |
| 1979                                                           | Daniel Willems         | Frank Hoste               | Alfons De Wolf          |
| 1980                                                           | Ludo Peeters           | René Martens              | Jan Raas                |
| 1981                                                           | Ad Wijnands            | Willy Teirlinck           | Jos Jacobs              |
| 1982                                                           | Ludo Schurgers         | Jan Nevens                | Charles Jochums         |
| 1983                                                           | Jan Bogaert            | Ludo Schurgers            | Frank Hoste             |
| 1984                                                           | Ludo Peeters           | Jean-Marie Wampers        | Ludwig Wijnants         |
| 1985                                                           | Adri van der Poel      | Ludwig Wijnants           | Marc Sergeant           |
| 1986                                                           | Jean-Paul van Poppel   | Wim Arras                 | Eric Vanderaerden       |
| 1987                                                           | Etienne De Wilde       | Jean-Paul van Poppel      | Marnix Lameire          |
| 1988                                                           | Jean-Paul van Poppel   | Eddy Planckaert           | Hans Daams              |
| 1989                                                           | Jean-Marie Wampers     | Frank Hoste               | John van den Akker      |
| 1990                                                           | John Talen             | Eric Vanderaerden         | Johan Museeuw           |
| 1991                                                           | Mario Cipollini        | Jan Bogaert               | Johan Capiot            |
| 1992                                                           | Wilfried Nelissen      | Johan Museeuw             | Michel Cornelisse       |
| 1993                                                           | Mario Cipollini        | Wilfried Nelissen         | Giuseppe Citterio       |
| 1994                                                           | Peter Van Petegem      | Dirk De Wolf              | Djamolidín Abdujapàrov  |
| 1995                                                           | Rossano Brasi          | Peter Roes                | Giovanni Fidanza        |
| 1996                                                           | Frank Vandenbroucke    | Tom Steels                | Eric Vanderaerden       |
| 1997                                                           | Erik Zabel             | Johan Museeuw             | Andrei Txmil            |
| 1998                                                           | Servais Knaven         | Léon van Bon              | Bart Leysen             |
| 1999                                                           | Jeroen Blijlevens      | Erik Zabel                | Tristan Hoffman         |
| 2000                                                           | Endrio Leoni           | Jeroen Blijlevens         | Léon van Bon            |
| 2001                                                           | Endrio Leoni           | Jeroen Blijlevens         | Kurt Asle Arvesen       |
| 2002                                                           | Robbie McEwen          | Tom Steels                | Stefan van Dijk         |
| 2003                                                           | Ludovic Capelle        | Jaan Kirsipuu             | Steffen Radochla        |
| 2004                                                           | Tom Boonen             | Robbie McEwen             | Simone Cadamuro         |
| 2005                                                           | Thorwald Veneberg      | Tomas Vaitkus             | Simone Cadamuro         |
| 2006                                                           | Tom Boonen             | Steven de Jongh           | Gert Steegmans          |
| 2007                                                           | Mark Cavendish         | Robbie McEwen             | Gert Steegmans          |
| 2008                                                           | Mark Cavendish         | Tom Boonen                | Robbie McEwen           |
| 2009                                                           | Alessandro Petacchi    | Kenny van Hummel          | Dominique Rollin        |
| 2010                                                           | Tyler Farrar           | Robbie McEwen             | Robert Förster          |
| 2011                                                           | Mark Cavendish         | Denís Galimziànov         | Iauhèn Hutaròvitx       |
| 2012                                                           | Marcel Kittel          | Tyler Farrar              | Theo Bos                |
| 2013                                                           | Marcel Kittel          | Mark Cavendish            | Barry Markus            |
| 2014                                                           | Marcel Kittel          | Tyler Farrar              | Danny van Poppel        |
| 2015                                                           | Alexander Kristoff     | Edward Theuns             | Iauhèn Hutaròvitx       |
| 2016                                                           | Marcel Kittel          | Mark Cavendish            | André Greipel           |
| 2017                                                           | Marcel Kittel          | Elia Viviani              | Nacer Bouhanni          |
| 2018                                                           | Fabio Jakobsen         | Pascal Ackermann          | Christopher Lawless     |
| 2019                                                           | Fabio Jakobsen         | Max Walscheid             | Christopher Lawless     |
| 2020                                                           | Caleb Ewan             | Niccolò Bonifazio         | Bryan Coquard           |
| 2021                                                           | Jasper Philipsen       | Sam Bennett               | Mark Cavendish          |
| 2022                                                           | Alexander Kristoff     | Danny van Poppel          | Sam Welsford            |
| 2023                                                           | Jasper Philipsen       | Sam Welsford              | Mark Cavendish          |
| 2024                                                           | Tim Merlier            | Jasper Philipsen          | Dylan Groenewegen       |
| 2025                                                           |                        |                           |                         |